# (6722) Bunichi
(6722) Bunichi est un astéroïde de la ceinture principale.

## Description
(6722) Bunichi est un astéroïde de la ceinture principale. Il fut découvert le 23 janvier 1991 à Kitami par Kin Endate et Kazuro Watanabe. Il présente une orbite caractérisée par un demi-grand axe de 3,17 UA, une excentricité de 0,19 et une inclinaison de 2,8° par rapport à l'écliptique.

## Compléments